# 網走市立網走小学校
網走市立網走小学校（あばしりしりつ あばしりしょうがっこう）は、北海道網走市桂町1丁目にある市立小学校。

## 沿革
- 1884年（明治17年）9月25日 - 網走簡易小学校として創立（現:中央小学校の校歴となっている）。
- 1894年（明治27年）9月 - 南通り8丁目に校舎を新築移転。
- 1895年（明治28年）4月1日 - 高等科を併置し、網走尋常高等小学校と改称。
- 1915年（大正4年）4月1日 - 学級数17となり教室不足のため、桂ケ岡市立北見女学校跡を借り児童収容。
- 1919年（大正8年）
  - 2月10日 - 男子だけで本校を編成し、現在地に移転して、授業開始。
  - 11月11日 - 網走尋常高等小学校（男子のみ）となる。この日を開校記念日する。
- 1922年（大正11年）7月15日 - 皇太子（後の昭和天皇）が本校に宿泊。
- 1920年（大正9年）から1926年（大正15年）までの期間は、書類焼失により不詳。
- 1941年（昭和16年）
  - 4月1日 - 国民学校令により、網走国民学校と改称。
  - 4月15日 - 全校舎火災のため焼失。
- 1943年（昭和18年）4月15日 - 新校舎落成式挙行。
- 1947年（昭和22年）
  - 4月1日 - 学制改革により、網走市立網走小学校と改称。
  - 9月1日 - 通学区域整理、男女共学の実施（児童数1351名）。
- 1949年（昭和24年）11月3日 - 開講30周年記念式典を挙行。
- 1950年（昭和25年）6月1日 - 特殊教育1学級（学級名「桂」(児童数14名)）を設置。
- 1952年（昭和27年）4月1日 - 西小学校新設開校により児童283名移動。
- 1955年（昭和30年）2月20日 - 学校文集「丘の子」第1号を発行。
- 1957年（昭和32年）12月7日 - 校舎2教室増築落成式を挙行。
- 1959年（昭和34年）
  - 10月11日 - 開講40周年記念式典を挙行。
  - 11月30日 - 給食室工事完了。
- 1967年（昭和42年）4月1日 - 特殊学級1学級増設し、2学級となる。
- 1968年（昭和43年）4月1日 - 普通学級1学級増。
- 1969年（昭和44年）
  - 6月10日 - 理科特別教室増築。
  - 10月12日 - 開校50周年記念式典を挙行。
- 1980年（昭和55年）
  - 1月21日 - 第1回ブラジル松柏学園親善使節団来校（生徒15名、教師2名）。
  - 4月4日 - 潮見小学校新設開校により、学級数縮小。
- 1981年（昭和56年）11月25日 - 第3期工事完了。
- 1982年（昭和57年）2月21日 - 開校60周年記念と校舎改築記念の両式典挙行。
- 1984年（昭和59年）2月17日 - 第1回網小まつり開催。
- 1989年（平成元年）11月11日 - 開校70周年記念事業及び式典挙行。
- 1996年（平成8年）3月 - プール完成。
- 1998年（平成10年）
  - 8月25日 - 坂道街灯設置。
  - 9月7日 - グランド改修工事（暗渠埋込工事・水飲み場、バックネット、鉄棒、幅跳び新設も含む）。
- 1999年（平成11年）
  - 3月 - 「学校の教育目標」改訂。
  - 4月29日 - 各教室に教育目標掲示。
  - 5月7日 - 校歌と教育目標を体育館に掲示。
  - 8月7日 - 危険樹木伐採。
  - 10月22日 - 開校80周年記念植樹。
- 2001年（平成13年）8月17日 - コンピューター教室、相談室を設置。
- 2009年（平成21年）
  - 5月24日 - 開校90周年記念植樹（桜70本）。
  - 8月1日 - この日から10日まで、校内トイレ工事（洋式トイレ4器取替）。
- 2010年（平成22年）1月6日 - この日と翌日の2日間、校内LAN工事実施。
- 2011年（平成23年）
  - 3月26日 - 音楽室床カーペット貼り工事。
  - 6月6日 - 駐車場誘導ライン引き。
  - 10月24日 - カナダ国旗型花壇造成。
  - 11月23日 - 玄関前タイル貼り替え工事。
- 2012年（平成24年）
  - 5月18日 - 職員玄関オートロック化工事。
  - 7月25日 - 校舎耐震化工事・給食調理場増築工事開始。
  - 7月26日 - パソコン教室の児童用パソコン更新（40台）。
- 2013年（平成25年）
  - 1月20日 - 新給食施設が竣工し、給食提供開始。
  - 4月8日 - 桂ケ岡共同調理場として、第一中学校との親子給食提供開始。
  - 8月1日 - 学校ホームページ開設。
- 2014年（平成26年）11月 - 校舎屋上防水工事。
- 2019年（令和元年）
  - 8月 - 体育館の舞台緞帳・水引幕・源氏幕更新。
  - 8月7日 - パソコン室のパソコン更新（タブレット型PC導入）。
  - 10月7日 - 開校百周年記念事業として、「鼓童」学校交流公演。
  - 11月11日 - 網走小学校開校百周年記念式典挙行（11月11日・開校記念日）。
- 2020年（令和2年）4月20日 - 新型コロナウイルス感染症防止対策のため、5月31日まで臨時休校。
- 2021年（令和3年）2月 - GIGAスクール構想により児童1人に1端末（Google Chrome）が導入。

## 学区
- 南1条東（1丁目・2丁目）、南2条東（1丁目～3丁目）、南3条東（1丁目～7丁目）、南4条東（1丁目～7丁目）、南5条東（1丁目～7丁目）、南6条東（1丁目～7丁目）、南7条東（1丁目～7丁目）、南8条東（1丁目～7丁目）、南9条東（2丁目～6丁目）、南10条東（3丁目～5丁目）、南1条西（1丁目～2丁目）、南2条西（1丁目～5丁目）、南3条西（1丁目～4丁目）、南4条西（1丁目～4丁目）、南5条西（1丁目～4丁目）、南6条西（1丁目～4丁目）、南7条西（1丁目～4丁目）、南8条西（1丁目～4丁目）、南9条西（2丁目～4丁目）、南10条西（2丁目～4丁目）、南11条西（2丁目・3丁目）、南12条西（2丁目・3丁目）、南13条西（2丁目・3丁目）、南14条西（2丁目・3丁目）、駒場南1丁目、駒場北1丁目、台町（1丁目～3丁目）、桂町（1丁目～5丁目）、天都山（一部）、錦町、港町[1]

## 周辺
- 中央公民館
- 網走の丘総合病院
- 網走神社
- 護国神社
- 網走市営桂町球技場

## アクセス
- 網走バス「東1丁目」バス停下車後、徒歩約550m・約9分。
- JR釧網本線桂台駅から、徒歩約655m・約10分。